# Wilhelm Heins
Johann Wilhelm Heins (* 9. Mai 1873 in Grafel im Landkreis Rotenburg (Wümme); † 1959) war ein deutscher Lehrer und Mitglied des Preußischen Abgeordnetenhauses.

## Leben
Heins war der Sohn des Lür Heins und dessen Ehefrau Katharina geborene Borchers. Er war evangelisch-lutherisch und heiratete am 9. Juli 1904 in Kassel Katharina Elisabeth Huneus (* 6. März 1881 in Niedenstein; † 26. September 1962 in Kassel). Aus der Ehe ging der Sohn Lühr Georg Heins (* 18. April 1905 in Kassel; † 3. Juni 1955 ebenda).
Nach dem Besuch des Lehrerseminars in Stade und der Turnlehrer-Bildungsanstalt in Berlin war Wilhelm Heins als Volksschullehrer in Kassel tätig, als er 1913 ein Mandat für das Preußische Abgeordnetenhaus erhielt. Er war Hospitant bei der konservativen Fraktion und für den Wahlkreis Kassel 4 (Kassel-Witzenhausen) gewählt worden. Heins behielt seinen Sitz bis zur Auflösung des Parlaments im Jahre 1918.

### Öffentliche Ämter
- Vorstandsmitglied und Schriftführer im Hauptverein des Evangelischen Bundes.